# Cofilins
Els cofilins (Cophylinae) són una subfamília d'amfibis anurs endèmica de Madagascar.

## Gèneres
- Anodonthyla
- Cophyla
- Madecassophryne
- Platypelis
- Plethodontohyla
- Rhombophryne
- Stumpffia